# Cinema Heuvelpoort
Cinema Heuvelpoort was een bioscoop in het centrum van Tilburg. De bioscoop sloot zijn deuren op 3 december 2007, wegens het opgaan in de nieuwe bioscoopketen MustSee. Hiervoor behoorde de bioscoop tot de Minerva Bioscopen. Het gebouw waar de bioscoop in was gevestigd had vijf zalen, waarvan zaal vier de grootste was. Tegenwoordig is er in het gebouw een sportschool gevestigd.

## Zalen
| Zaal | Capaciteit | Schermgrootte           |
| ---- | ---------- | ----------------------- |
| 1    | 185        | 5,65 x 3,01 7,05 x 3,01 |
| 2    | 162        | 5,61 x 2,95 6,80 x 2,95 |
| 3    | 138        | 4,55 x 2,55             |
| 4    | 403        | 9,31 x 4,13 6,63 x 4,13 |
| 5    | 128        | 4,52 x 2,61             |